# Guillaume Dufay

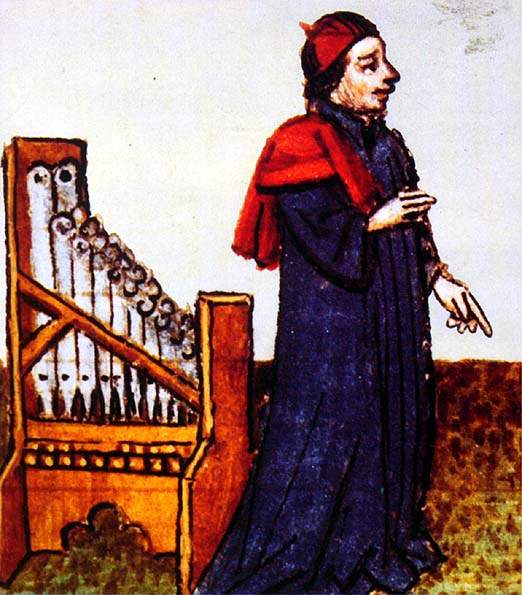
Guillaume Dufay

Guillaume Dufay, também Du Fay ou Du Fayt (Beersel 5 de agosto de 1397? —  Cambrai, 27 de novembro de 1474) foi um compositor do início do Renascimento, da escola franco-flamenga. Figura central da Escola da Borgonha, considerado o mais famoso e influente  compositor da primeira metade do século XV e um dos nomes mais importantes do período de transição da música medieval para a renascentista. Guillaume Dufay representou a primeira geração da Escola Borgonhesa. Seu modelo de missa polifônica, baseada no cantus firmus, teve grande aceitação entre os músicos até o final do século XVI.

## Vida
Guillaume Dufay aprendeu música como menino do coro da catedral de sua cidade natal. Depois, foi chantre da capela pontifícia em Roma, Florença e Bolonha (1435-1437), além de músico do duque de Saboia (1434-1535 e 1437-1444). Há indícios de que, a partir de 1445, teria fixado em Cambrai a sua residência principal, fazendo, no entanto, numerosas, embora breves, viagens, principalmente às cortes de Borgonha e Saboia, a Turim e a Besançon, no Bourbonnais.
A sua celebridade foi então considerável, e a sua autoridade musical exerceu uma influência benéfica sobre uma grande parte da Europa. Como testemunho de admiração, as personagens mais ilustres deram-lhe a sua amizade (Carlos, o Temerário conta-se entre os seus legatários), bem como pensões, prebendas e títulos lucrativos: foi cantor do duque de Borgonha, cônego em Tournai, Bruges, Lausanne, Mons e, sobretudo, a partir de 1435, em Cambrai (França).

## Obra
Homem de grande cultura, soubera, ao longo das suas numerosas viagens, assimilar as técnicas francesa, inglesa e italiana, para delas fazer uma síntese surpreendente. Criou o modelo perfeito da missa polifônica construída sobre um Cantus firmus (tema litúrgico ou profano que serve de base e fio condutor a toda composição), modelo cuja fecundidade se manifestou até o final do século XVI.
Escreveu 9 missas (entre as quais Se la face ay pale, L'Homme armé caput, Ecce ancilla domini, Ave Regina coelorum), 35 fragmentos de missas, 5 Magnificat, cerca de 80 motetos e hinos (sagrados ou profanos), 75 canções polifônicas francesas.
Canção polifônica Se la face ay pale

## Discografia
- Dufay: Flos florum. Motets, hymnes, antiennes dédiées à la Vierge - Ensemble Musica Nova - Zig-Zag Territoires ZZT 050301 (2005).